# Zubowa Polana (stacja kolejowa)
Zubowa Polana (ros. Зубова Поляна, moksza Зубу) – stacja kolejowa w miejscowości Zubowa Polana, w rejonie zubowopolańskim, w Mordowii, w Rosji. Położona jest na linii Moskwa – Riazań – Samara.

## Historia
Stacja powstała w XIX w. pomiędzy stacjami Piczkiriajewo i Torbiejewo.